# Infección por el virus Nipah
La infección por el virus Nipah es una infección viral causada por el virus Nipah. Los síntomas de la infección varían de ninguno a fiebre, tos, dolor de cabeza, falta de aliento y confusión. Puede complicarse llevando al paciente a coma durante uno o dos días. Las complicaciones pueden incluir inflamación del cerebro y convulsiones después de la recuperación.
El virus Nipah (NiV) es un tipo de virus ARN del género Henipavirus. Generalmente, el virus se transmite entre ciertas especies de murciélagos frutales. Puede propagarse entre las personas y de animal a personas. La propagación generalmente requiere contacto directo con una fuente infectada. El diagnóstico se basa en los síntomas y se confirma mediante pruebas de laboratorio.
Su tratamiento es sintomático. No hay vacuna o tratamiento específico (en el 2018) Se previene evitando la exposición a murciélagos y cerdos enfermos y no bebiendo savia de palma datilera cruda. A partir de mayo de 2018, se estima que ocurrieron alrededor de 700 casos humanos del virus Nipah y murieron del 50 al 75 por ciento de los infectados. En mayo de 2018, en el estado indio de Kerala, un brote de la enfermedad provocó 17 muertes.
La enfermedad fue identificada por primera vez en 1998 por un equipo de investigadores de la Facultad de Medicina de la Universidad de Malaya durante un brote en Malasia. El virus fue aislado en 1999. La mayoría de los pacientes en Malasia diagnosticados con la enfermedad fueron derivados y tratados en el Centro Médico de la Universidad de Malaya.
Lleva el nombre de una aldea en Malasia, Sungai Nipah. Los cerdos también pueden estar infectados y millones fueron sacrificados por las autoridades de Malasia en 1999 para detener la propagación de la enfermedad. La medida parece ser exitosa. 

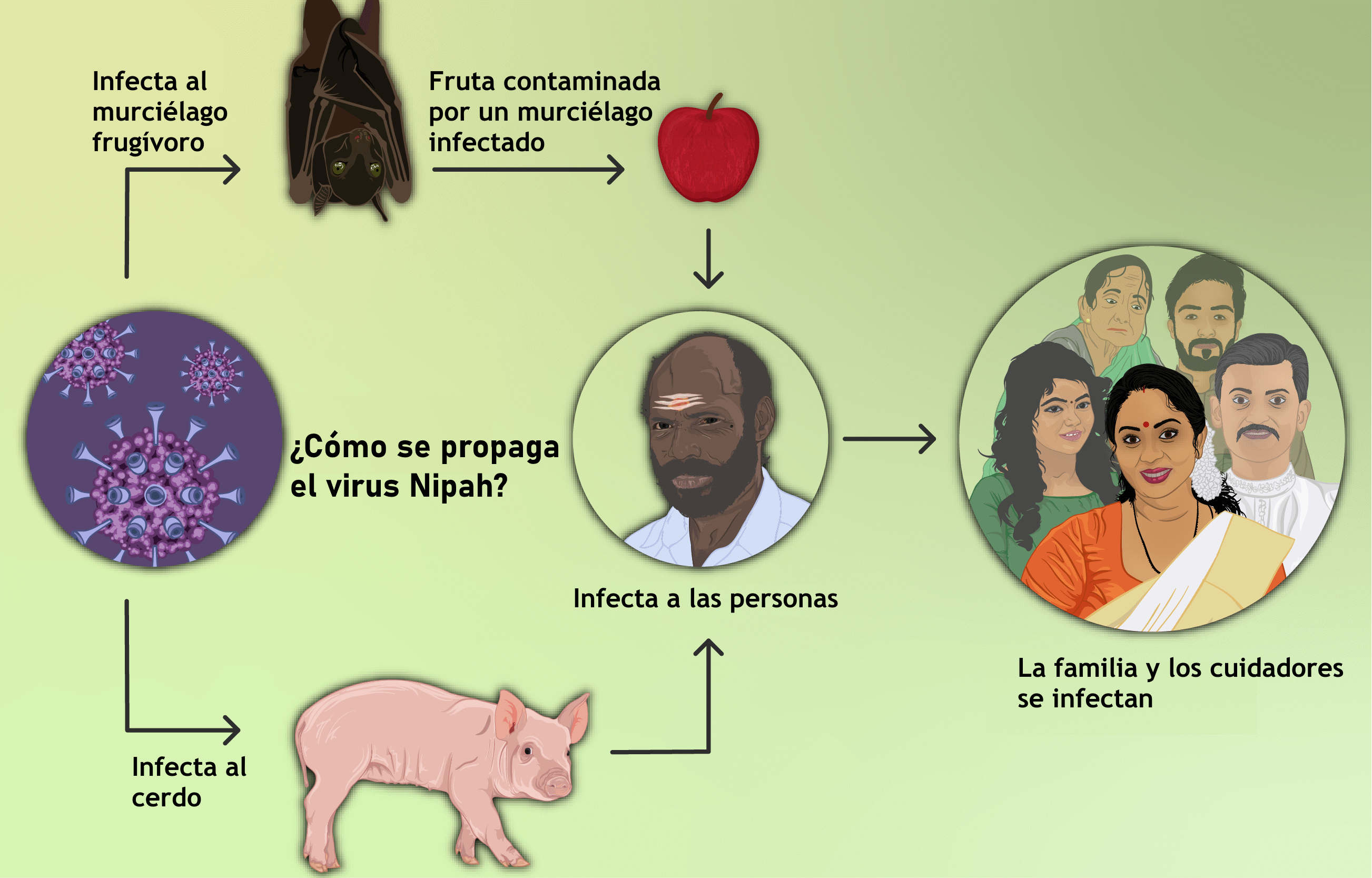
Propagación del virus Nipah

## Signos y síntomas
Los síntomas aparecen después de 5 – 14 días de la exposición. Los síntomas iniciales son fiebre, dolor de cabeza, somnolencia seguida de desorientación y confusión mental. Desde el inicio de los síntomas, puede que el coma llegue en 24 – 48 horas. La encefalitis, inflamación del cerebro, es una complicación potencialmente mortal de la infección por el virus Nipah. Los pacientes infectados con el virus Nipah con dificultad para respirar son más propensos que aquellos sin enfermedad respiratoria a transmitir el virus, igual que los que tienen más de 45 años de edad. En el contexto de un brote, la enfermedad se sospecha en individuos sintomáticos 

## Riesgos
El riesgo de exposición es alto para los trabajadores del hospital y los cuidadores de las personas infectadas con el virus. En Malasia y Singapur, la infección por el virus Nipah se produjo en personas con contacto cercano con cerdos infectados. En Bangladés y la India, la enfermedad se ha relacionado con el consumo de savia de palma datilera cruda (toddy) y el consumo de frutas parcialmente consumidas por murciélagos y el uso de agua de pozos habitados por murciélagos.

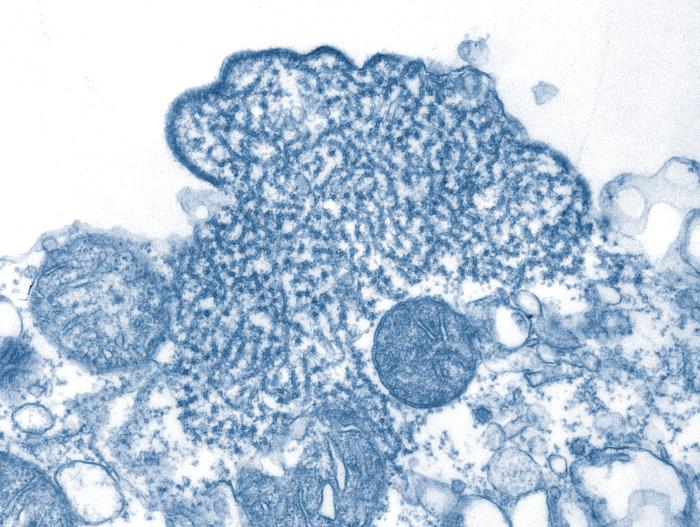
Viriones del virus Nipah del líquido cefalorraquídeo (LCR) de una persona. Micrografía electrónica de transmisión (TEM)

## Diagnóstico
El diagnóstico de laboratorio de la infección por el virus Nipah se puede hacer mediante:
La detección de ARN del virus se realiza mediante la reacción en cadena de la polimerasa de la transcriptasa inversa (RT-PCR). Para esto se extrae la muestra usando hisopos de la garganta, el líquido cefalorraquídeo, orina y sangre durante las etapas agudas y convalecientes de la enfermedad.
La detección de anticuerpos IgG e IgM se puede hacer después de la recuperación para confirmar la infección por el virus Nipah. La inmunohistoquímica en tejidos recolectados durante la autopsia también confirma la enfermedad.

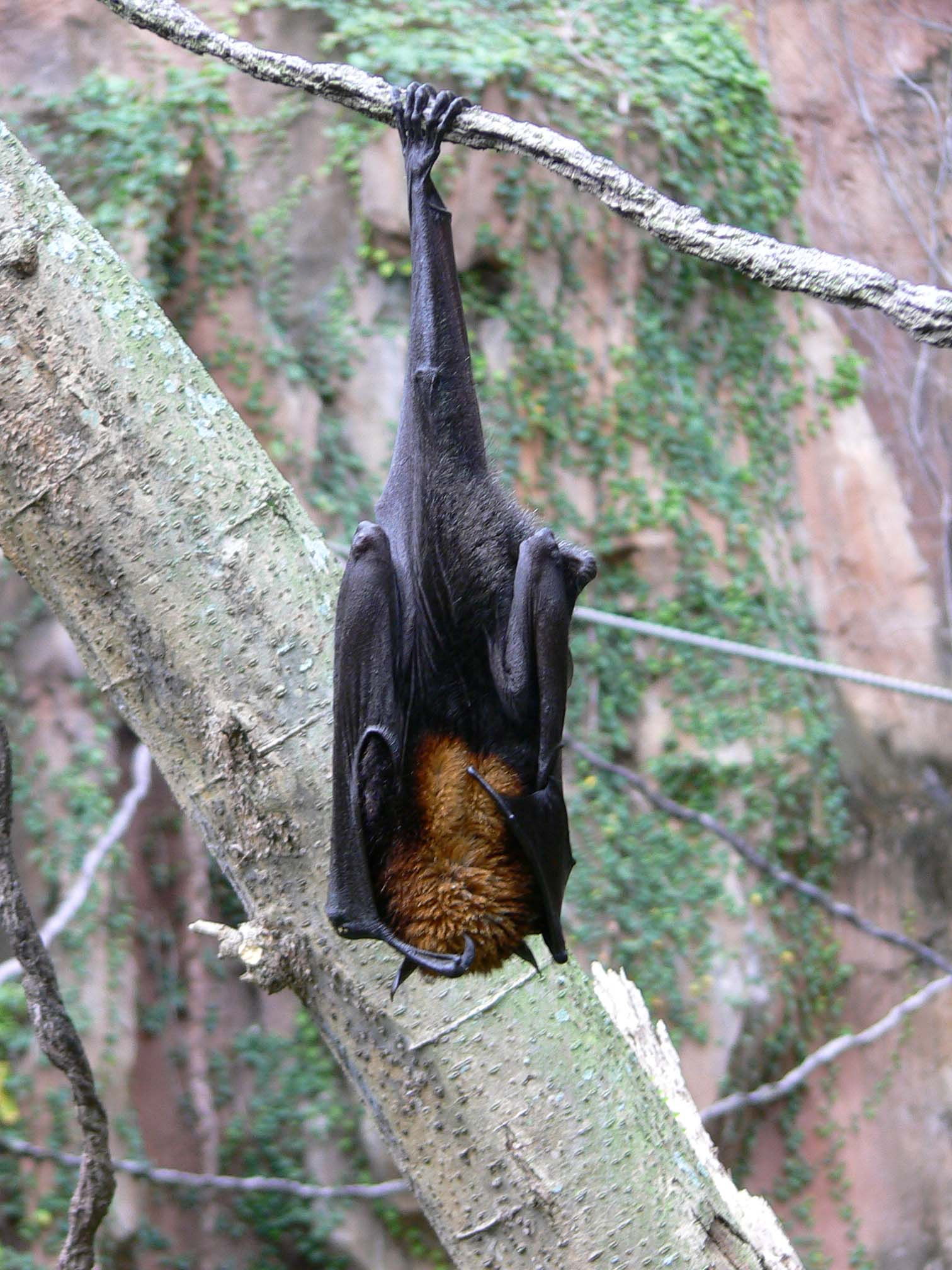
Los murciélagos frutales son los reservorios naturales del virus Nipah

## Prevención
La prevención de la infección por el virus Nipah es importante ya que no existe un tratamiento efectivo para la enfermedad. La infección se puede prevenir evitando la exposición a murciélagos en áreas endémicas y cerdos enfermos. Se debe evitar beber savia de palma cruda contaminada con excremento de murciélago, comer frutas parcialmente consumidas por murciélagos y usar agua de pozos infestados por murciélagos. Se sabe que los murciélagos beben savia de palma que se recolecta en recipientes abiertos y ocasionalmente orinan ahí lo que lo contamina con el virus. Cambiar los contenedores a contenedores superiores cerrados evitan el contacto de los murciélagos con el líquido. La vigilancia y la concientización son importantes para prevenir brotes futuros. Se deben aplicar prácticas estándar de control de infecciones para prevenir infecciones nosocomiales.
No existe todavía (ahora 2024) una vacuna aprobada contra el virus Nipah. Se ha observado que una vacuna contra el virus Hendra (vacuna subunitaria que utiliza la proteína Hendra G) produce anticuerpos contra los henipavirus como el virus Nipah en monos, todavía no se ha estudiado su uso en humanos.

## Tratamiento
Actualmente no existe un tratamiento específico para la infección por el virus Nipah (ahora 2024). Principalmente, el tratamiento es síntomatico.
Se recomiendan prácticas estándar de control de infecciones y técnicas adecuadas de enfermería de barrera para evitar la propagación de la infección de persona a persona.
Todos los casos sospechosos de infección por el virus Nipah deben aislarse.
Se sugiere el uso de ribavirina, que aún (ahora 2020) no se ha estudiado en personas con la enfermedad. Se han estudiado anticuerpos específicos con modelo animal mostrando un beneficio potencial. Se ha probado el aciclovir y el favipiravir, también el remdesivir.

## Brotes

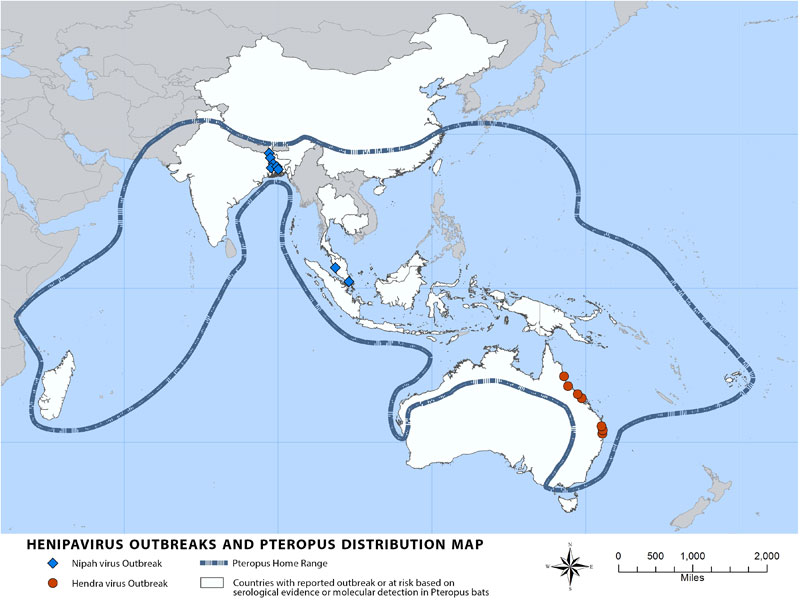
Mapa que muestra la ubicación de los brotes de virus Nipah y Hendra, así como la distribución de murciélagos Pteropus desde 2014

Se han reportado brotes de virus Nipah en Malasia, Singapur, Bangladés e India. La mayor mortalidad debida a la infección por el virus Nipah se produjo en Bangladés. Allí, brotes suelen ocurrir en la temporada de invierno. El virus Nipah apareció por primera vez en Malasia en 1998 en península de Malaca y afecto a cerdos y criadores de cerdos. A mediados de 1999, se reportó en Malasia más de 265 casos humanos de encefalitis, incluidas 105 muertes; y en Singapur se reportó 11 casos de encefalitis o enfermedad respiratoria con una fatalidad. En 2001, se reportó el virus Nipah en el distrito de Meherpur, Bangladés y Siliguri, India. El virus apareció en 2003, 2004 y 2005 en los distritos de Naogaon, Manikganj, Rajbari, Faridpur y Tangail. En Bangladés, también hubo brotes en los años siguientes.
Desde septiembre de 1998 se contabilizan los siguientes brotes
- Entre septiembre de 1998 y mayo de 1999, en los estados de Perak, Negeri Sembilan y Selangor en Malasia: 265 casos de encefalitis aguda con 105 muertes causadas por el virus.[28] Al principio pensaron que la infección era la encefalitis japonesa (JE), este error obstaculizó el despliegue de medidas efectivas para prevenir la propagación. Se descubrió que la enfermedad era la infección por el virus Nipah. Tras los hallazgos, se llevó a cabo una vigilancia generalizada de las poblaciones de cerdos junto con el sacrificio de más de un millón de cerdos y la última muerte humana ocurrió el 27 de mayo de 1999.
- En 31-23 de enero de 2001, en Siliguri, India: 66 casos con una tasa de mortalidad del 74 %.[29] 75 % de los pacientes eran personal del hospital o habían visitado a uno de los otros pacientes en el hospital, lo que indica transmisión de persona a persona.
- En abril - mayo del 2001, en el distrito de Meherpur, Bangladés: 13 casos con nueve muertes (69 % de mortalidad).[30]
- En enero de 2003, en el distrito de Naogaon, Bangladés: 12 casos con ocho muertes (67 % de mortalidad).
- En enero - febrero de 2004, en los distritos de Manikganj y Rajbari, en Bangladés: 42 casos con 14 muertes (33 % de mortalidad).
- En 19 de febrero - 16 de abril de 2004, en el distrito de Faridpur, en Bangladés: 36 casos con 27 muertes (75 % de mortalidad). El 92 % de los casos involucraron contacto cercano con al menos otra persona infectada con el virus Nipah. Dos casos involucraron una sola exposición corta a un paciente enfermo, incluido un conductor de rickshaw que transportó a un paciente al hospital. Además, al menos seis casos involucraron el síndrome de dificultad respiratoria aguda, que no se había informado previamente para la enfermedad por el virus Nipah en humanos.
- En enero del 2005, en el distrito de Tangail, en Bangladés: 12 casos con 11 muertes (92 % de mortalidad). El virus probablemente se contrajo por beber jugo de palma datilera contaminado con excrementos o saliva de murciélago de la fruta.[31]
- En febrero - mayo del 2007, en el distrito de Nadia, India: hasta 50 casos sospechosos con 3-5 muertes. El brote se limitó al distrito de Kushtia en Bangladés, donde ocurrieron ocho casos de encefalitis por el virus Nipah con cinco muertes durante marzo y abril de 2007. Esto fue precedido por un brote en Thakurgaon durante enero y febrero que afectó a siete personas con tres muertes.[32] Los tres brotes mostraron evidencia de transmisión de persona a persona.
- En febrero - marzo del 2008, en los distritos de Manikganj y Rajbari, Bangladés: nueve casos con ocho muertes.[33]
- En enero del 2010, en el subdistrito de Bhanga, Faridpur, Bangladés: ocho casos con siete víctimas mortales. Durante marzo, murió un médico del Faridpur Medical College Hospital que se ocupaba de casos confirmados de Nipah.[34]
- En febrero del 2011: se produjo un brote del virus Nipah en Hatibandha, Lalmonirhat, Bangladés. Las muertes de 21 escolares debido a la infección por el virus Nipah se registraron el 4 de febrero de 2011.[35] El International Association of National Public Health Institutes (IEDCR) confirmó que la infección la produjo este virus.[36] Las escuelas locales cerraron durante una semana para evitar la propagación del virus. También se pidió a las personas que evitaran el consumo de frutas y productos de frutas crudas. Tales alimentos, contaminados con orina o saliva de murciélagos de fruta infectados, fueron la más probable fuente de este brote.[37]
- En mayo del 2018: se confirmó que las muertes de diecisiete[38] personas en Perambra, cerca de Calicut, Kerala, India, se debieron al virus. Se inició el tratamiento con antivirales como la ribavirina.[39][40]
- Junio del 2019: un estudiante de 23 años ingresó en el hospital con infección por el virus Nipah en Kochi en Kerala.[41] El Ministro de Salud de Kerala, K. K. Shailaja confirmó que 86 personas que tuvieron interacciones recientes con el paciente estaban bajo observación. Esto incluyó a dos enfermeras que trataron al paciente y tenían fiebre y dolor de garganta. Se supervisó la situación y se tomaron medidas preventivas para controlar la propagación del virus[42] El Departamento de Salud de Kerala mantuvo a 338 personas bajo observación y 17 de ellas de forma aislada. Después de recibir tratamiento durante 54 días el estudiante de 23 años fue dado de alta. El 23 de julio, el gobierno de Kerala declaró que el distrito de Ernakulam estaba libre de Nipah.[43]

## Investigación
La ribavirina, el anticuerpo monoclonal m102.4 y el favipiravir se están estudiando como tratamientos a partir de 2019.

### Farmácos
La ribavirina se ha estudiado en un pequeño número de personas, sin embargo, no está claro si es útil o no a partir de 2011. Los estudios in vitro y en animales han mostrado resultados contradictorios en la eficacia de la ribavirina contra el virus Nipah y Hendra, y algunos estudios muestran una inhibición efectiva de la replicación viral en las líneas celulares mientras que algunos estudios en modelos animales mostraron que el tratamiento con ribavirina solo retrasó pero no previno la muerte después por el virus Nipah o Hendra.
Se demostró que el fármaco antipalúdico cloroquina bloquea las funciones críticas necesarias para la maduración del virus Nipah, aunque todavía no se ha observado ningún beneficio clínico.

### Inmunización
El anticuerpo monoclonal m102.4 es estudiado su efecto de inmunización pasiva. Se dirige al dominio de unión al receptor de efrina B2 y efrina B3 de la glicoproteína Nipah G del virus. Se ha evaluado en el modelo animal de hurón como profilaxis post-exposición. Este anticuerpo se ha utilizado en personas con un programa de acceso controlado a fármacos en Australia y esta en desarrollo preclínico en 2013.

## Cultura popular
En 2019 se lanzó la película Virus, un film malayo basado en el brote del virus Nipah de Kerala (India) 2018.